# Новый дворец (Штутгарт)
Новый дворец (нем. Neues Schloss) — дворец в центре Штутгарта, Баден-Вюртемберг.
Дворец-резиденция вюртембергских герцогов и королей был построен в 1746—1807 годах. Рядом с дворцом находится Старый замок, вместе они образуют Дворцовую площадь Штутгарта.
В конце Второй мировой войны дворец был почти полностью разрушен. В 1957 году было решено восстановить дворец. Сегодня в здании располагаются министерства финансов и культуры земли Баден-Вюртемберг.